# Lamprosema crocodora
Lamprosema crocodora is een vlinder uit de familie van de grasmotten (Crambidae), uit de onderfamilie van de Spilomelinae. De wetenschappelijke naam van deze soort is voor het eerst gepubliceerd in 1934 door Edward Meyrick..

## Verspreiding
De soort komt voor in Ivoorkust, Kameroen, Congo-Kinshasa, Oeganda en Jemen.

## Waardplanten
De rups leeft op soorten van het geslacht Coffea (Rubiaceae) waaronder Coffea liberica, Coffea arabica en Coffea canephora. 